# Thestor pringlei
Pringle's Skolly (Thestor pringlei) là một loài bướm ngày thuộc họ Bướm xanh. Đây là loài đặc hữu của Nam Phi, nơi nó được tìm thấy ở the West Cape in dry Nama Karoo on the Roggeveld escarpment near Sutherland và near Calvinia in the North Cape.
Sải cánh dài 26–28 mm đối với con đực và 27–29 mm đối với con cái. Con trưởng thành bay vào tháng 12. Có một lức một năm.